# Spaniocentra spicata
Spaniocentra spicata là một loài bướm đêm trong họ Geometridae.